# Новоиштерякское сельское поселение
Новоиштерякское се́льское поселе́ние — муниципальное образование в Лениногорском районе Татарстана Российской Федерации.
Административный центр — село Новый Иштеряк.

## История
Статус и границы сельского поселения установлены Законом Республики Татарстан от 31 января 2005 года № 34-ЗРТ «Об установлении границ территорий и статусе муниципального образования "Лениногорский муниципальный район" и муниципальных образований в его составе».

## Население
| 2010 | 2011 | 2012 | 2013 | 2014 | 2015 | 2016 |
| ---- | ---- | ---- | ---- | ---- | ---- | ---- |
| 700  | ↘697 | ↘679 | ↘659 | ↘631 | ↘612 | ↘597 |
| 2017 | 2018 |      |      |      |      |      |
| ↘587 | ↘568 |      |      |      |      |      |

## Состав сельского поселения
| № | Населённый пункт | Тип населённого пункта       | Население |
| - | ---------------- | ---------------------------- | --------- |
| 1 | Новый Иштеряк    | село, административный центр |           |
| 2 | Новый Утямыш     | село                         |           |
| 3 | Чиялетау         | деревня                      |           |